# Drosanthemum semiglobosum
Drosanthemum semiglobosum är en isörtsväxtart som beskrevs av L. Bol. Drosanthemum semiglobosum ingår i släktet Drosanthemum och familjen isörtsväxter. Inga underarter finns listade i Catalogue of Life.